# Lomtjärnen (Frostvikens socken, Jämtland)
Lomtjärnen är en sjö i Strömsunds kommun i Jämtland och ingår i Ångermanälvens huvudavrinningsområde.